# Lacombia bouhelieri
Lacombia bouhelieri är en insektsart som först beskrevs av Goux 1938.  Lacombia bouhelieri ingår i släktet Lacombia och familjen ullsköldlöss.
Artens utbredningsområde är Marocko. Inga underarter finns listade i Catalogue of Life.